# Langebæks kommun
Langebæks kommun låg i före detta amtet Storstrøms Amt i Danmark. Kommunen hade 6 341 invånare (2004) och en yta på 100,74 km². Langebæk var centralort.
Kommunen slogs 2007 samman med tre andra kommuner och ingår numera i Vordingborgs kommun.